# Ánh lệ Sa Pa
Ánh lệ Sapa (danh pháp: Ainsliaea chapaensis) là một loài thực vật có hoa trong họ Cúc. Loài này được Merr. miêu tả khoa học đầu tiên năm 1940.